# MHC De Warande
Mixed Hockey Club De Warande is een hockeyclub uit de Nederlandse stad Oosterhout (provincie Noord-Brabant).
De vereniging werd opgericht in 1947. In de zomer van 1984 werd de eerste kunstgrasmat van de club aangelegd. Op dat moment telde de club omstreeks de 750 leden.
De vereniging beschikt over een eigen complex aan de Warandelaan in Oosterhout, met twee watervelden, een semi-waterveld en twee zand-ingestrooide kunstgrasvelden. MHC de Warande heeft ongeveer 950 leden, waaronder een groot aantal juniorleden. De Warande heeft in het seizoen 2024/25 een damesteam in de Overgangsklasse spelen. Het herenteam komt uit in de Eerste klasse. In het seizoen 2023/24 behaalde het herenteam de kwartfinale van de Silvercup. Hierin werd het na nemen van shoot-outs uitgeschakeld door de latere bekerwinnaar Rijswijk. Een Warandehockeytenue voor de uitwedstrijden bestaat uit: oranje shirt met groene kraag en logo, donkergroene broek/rok, oranje hockeykousen met groene strepen en logo. Voor de thuiswedstrijden bestaat het tenue uit: wit shirt met groene kraag en logo, lichtgroene broek/rok, witte hockeykousen met groene strepen en logo.
Daarnaast is er een actieve groep trimhockeyers.
MHC De Warande speelt ook met mensen met een geestelijke beperking, in het zogeheten G-team.

## Bekende en prominente oud-spelers
- Suzan van der Wielen
- Daphne Touw
- Malou Pheninckx